# Ашик Умер
Аши́к Уме́р (крим. Aşıq Ümer, Ашыкъ Умер, приблизно 1621, Гезлев — приблизно 1707, Гезлев) — кримськотатарський поет та народний співець-ашик.

## Життєпис
Існують суперечливі дані про місце і дату його народження. Найімовірніше він народився у місті Гезлев (нині Євпаторія). Він не одержав формальної освіти. Його вчив поет Шеріфі. Володів перською мовою настільки, що міг читати «Диван» Гафіза. Як солдат він жив у прикордонних фортецях і брав участь у війнах проти московитів, австрійців та венеційців. Писав вірші про походи Мехмеда IV, Ахмеда ІІ та Мустафи ІІ. З інших творів випливає, що він подорожував у Стамбул, Бурсу, Варну, Хіос, Синоп і Багдад. В 17 столітті разом з Гевхері та Каракаогланом він був одним з найулюбленіших народних співців. Від нього залишилося понад 2000 віршів, які включають у себе як народну, так і палацову лірику. Виконання віршів супроводжував грою на музичному інструмені — сазі, що було характерним для ашикської поезії.

## Вшанування пам'яті
Ім'ям Ашик Умера названо вулиці в Євпаторії, Сімферополі, Судаку та Бахчисараї. 